# Diferencia de goles

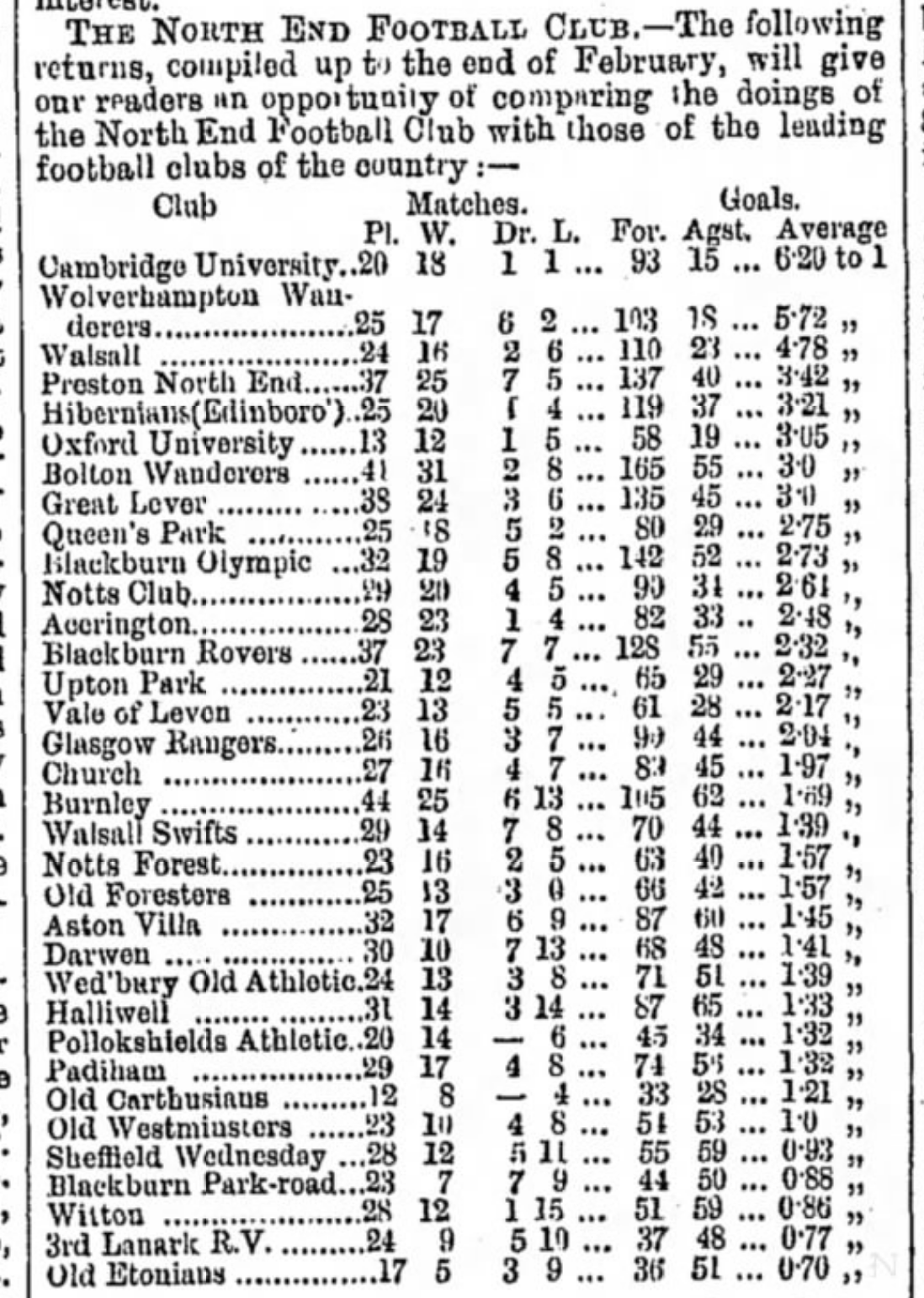
Clasificación con diferencia de goles

La diferencia de goles, también conocida como golaveraje (castellanización correcta del término inglés 'goal average' según el Diccionario Panhispánico de dudas de la RAE) es uno de los métodos utilizados en el fútbol y el hockey sobre hielo para realizar desempates entre diversos equipos en una competición, cuando estos poseen igual cantidad de puntos.
Si en un sistema de todos contra todos hay dos o más equipos con igual cantidad de puntaje asignado de acuerdo con los resultados, el sistema de diferencia de goles calcula una cifra que corresponde a la resta entre goles anotados por el equipo y los goles que ha recibido. Cuanto mayor sea la diferencia de goles, mejor es la posición que el equipo obtiene. En el caso de un sistema de eliminación directa doble (de ida y vuelta), clasifica a la ronda siguiente el equipo con una mejor diferencia de goles. Si la diferencia de goles entre los equipos es igual, se utilizan criterios de desempate, como lanzamientos de penales, partidos de desempate o la clasificación por mayor número de goles anotados; en el caso de torneos de eliminación directa, muchas veces los goles anotados de visita valen el doble para poder realizar el desempate.
Últimamente se ha considerado en algunos casos la diferencia de goles solo entre los equipos en cuestión para que todos los partidos de una competición tengan cierta importancia. El primer caso importante de este criterio ocurrió en el grupo C de la Eurocopa 1996, en la que empataron en puntos Italia y República Checa. Como este último le ganó el encuentro a Italia y por lo tanto tuvo una mejor diferencia de goles entre ellos, República Checa clasificó a pesar de que Italia tenía una mejor diferencia de goles si se consideran todos los partidos del grupo. Un uso polémico del criterio ocurrió en la Eurocopa 2004, teniendo nuevamente a Italia como principal perjudicado.

## Promedio de goles
El promedio de goles (conocido como goal average) fue un método de desempate utilizado antes de la diferencia de goles, y se calculaba dividiendo el número de goles anotados por los recibidos. La diferencia de goles finalmente reemplazó esta técnica al ser aplicada en la liga de Fútbol de 1970 y en la temporada 1976-1977 de la Liga inglesa. En la actualidad, el promedio de goles sigue siendo utilizado por el fútbol australiano (calculado como porcentaje al multiplicar por cien la cifra obtenida).

## Comparación
La utilización de ambos métodos, aunque parecen similares, pueden dar resultados muy diferentes. Simulemos la siguiente situación con tres equipos: A, B, C. A derrota por 3:0 a B, B derrota por 6:0 a C y C derrota por 1:0 a A. Los tres equipos tienen igual cantidad de puntos puesto que cada uno obtuvo una victoria. En el caso según promedio de goles, A avanzaría a la siguiente ronda a pesar de que B fue el equipo que anotó más goles, el cual sólo se clasificaría al utilizar la diferencia.
| Equipo   | Pts | PJ | PG | PE | PP | GF | GC | Prom   |
| -------- | --- | -- | -- | -- | -- | -- | -- | ------ |
| Equipo A | 3   | 2  | 1  | 0  | 1  | 3  | 1  | 3      |
| Equipo B | 3   | 2  | 1  | 0  | 1  | 6  | 3  | 2      |
| Equipo C | 3   | 2  | 1  | 0  | 1  | 1  | 6  | 0,1667 |

| Equipo   | Pts | PJ | PG | PE | PP | GF | GC | Dif |
| -------- | --- | -- | -- | -- | -- | -- | -- | --- |
| Equipo B | 3   | 2  | 1  | 0  | 1  | 6  | 3  | 3   |
| Equipo A | 3   | 2  | 1  | 0  | 1  | 3  | 1  | 2   |
| Equipo C | 3   | 2  | 1  | 0  | 1  | 1  | 6  | -5  |

El promedio de goles fue reemplazado debido a que fomenta los resultados de pocos goles. Si un equipo anotara 70 goles y recibiera 40 tendría un promedio de goles menor que otro equipo de 69 goles marcados y 39 recibidos (1,7500 contra 1,7692). En casos más extremos, si un equipo empatara todos sus partidos sin goles a excepción de uno en que ganara 1:0, tendría un promedio de goles infinitamente grande, mientras que otro que también empatara todos a excepción de uno, que ganara por 100:1 perdería por tener un promedio de goles de "apenas" 100.
- Datos: Q1321962

1. ↑  «Qué significa goal average y cómo funciona el sistema de desempate de LaLiga 2020-2021». OneFootball. 12 de enero de 2025. Consultado el 12 de enero de 2025.